# Associação Viva o Centro
A Associação Viva o Centro é uma entidade de utilidade pública localizada na cidade de São Paulo e cuja missão é a de melhorar as condições de vida das pessoas que moram, frequentam ou visitam o centro de São Paulo, bem como assessorar as organizações nele estabelecidas. A associação foi fundada em 1991 e é mantida por empresários, proprietários e entidades civis.

## Prêmios
- Colar Dom Pedro I
- Troféu Marco da Paz
- Prêmio Philips de Simplicidade